# Rino Marchesi
Rino Marchesi (ur. 11 czerwca 1937 w San Giuliano Milanese) – włoski piłkarz i trener piłkarski.
W swojej karierze rozegrał 238 spotkań i zdobył 17 bramek w Serie A.
Marchesi był pierwszym włoskim trenerem Diego Armando Maradony (w drużynie SSC Napoli).
W latach 1986–1988 trenował Juventus F.C., gdzie w tamtym okresie występowały takie gwiazdy jak Michel Platini.